# قرار مجلس الأمن التابع للأمم المتحدة رقم 675
قرار مجلس الأمن التابع للأمم المتحدة رقم 675، المتخذ بالإجماع في 5 تشرين الثاني / نوفمبر 1990، بعد الإشارة إلى القرارين 637 (1989) و644 (1989)، أيد المجلس تقرير الأمين العام وقرر تمديد ولاية فريق مراقبي الأمم المتحدة في أمريكا الوسطى لمدة ستة أشهر أخرى حتى 7 مايو 1991.
وأشار القرار إلى ضرورة توخي اليقظة بشأن التكاليف المالية لفريق المراقبين، في ضوء زيادة الطلب على قوات حفظ السلام التابعة للأمم المتحدة. كما طلب من الأمين العام تقديم تقرير قبل نهاية الولاية الحالية بشأن جميع جوانب فريق المراقبين.